# Reach for the Sky
Reach for the Sky é o quarto álbum de estúdio da banda de hard rock americana Ratt, lançado em 1988. O álbum recebeu o certificado de Platina nos Estados Unidos.

## Certificações
| Estados Unidos (RIAA)                     | Platina | 6 de dezembro de 1989 | 1.000.000* |
| *número de vendas baseado na certificação |         |                       |            |